# Alpe Vannino

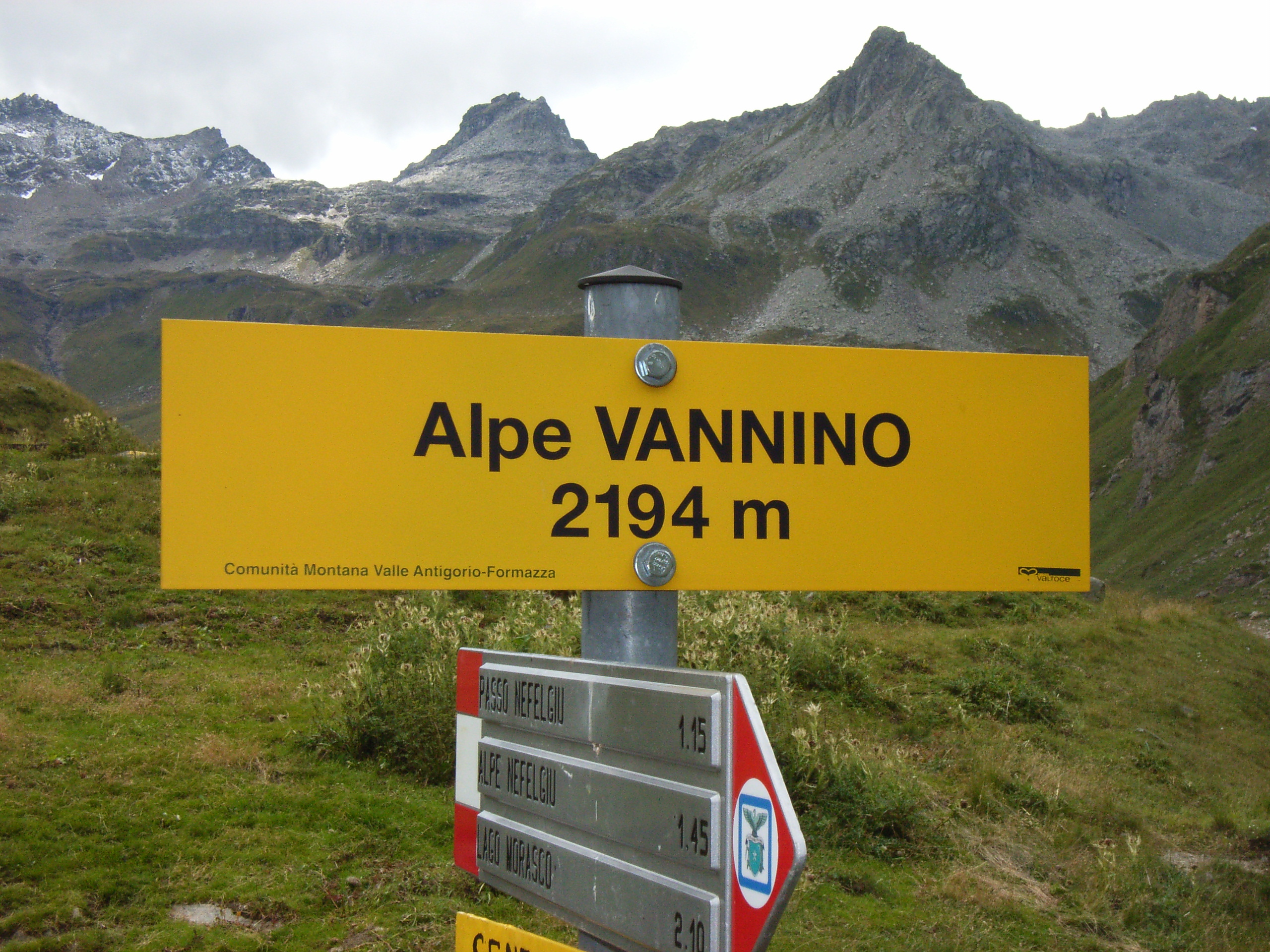
Un cartello toponomastico e sullo sfondo la Punta della Scatta

Il Vannino (2.194 m s.l.m.) è un'alpe della Val Formazza, sita nelle Alpi Lepontine nella provincia del Verbano-Cusio-Ossola.

## Alpi vicine
Vicino a quest'alpe si trovano l'Alpe Forno (che nasce alla base di questa) e l'Alpe Curzalma, che si trova dai 2.194m ai 2.600m di altitudine.
Per percorrere tutte queste si segue un unico sentiero: "Il Sentiero dei Walser".

## Informazioni

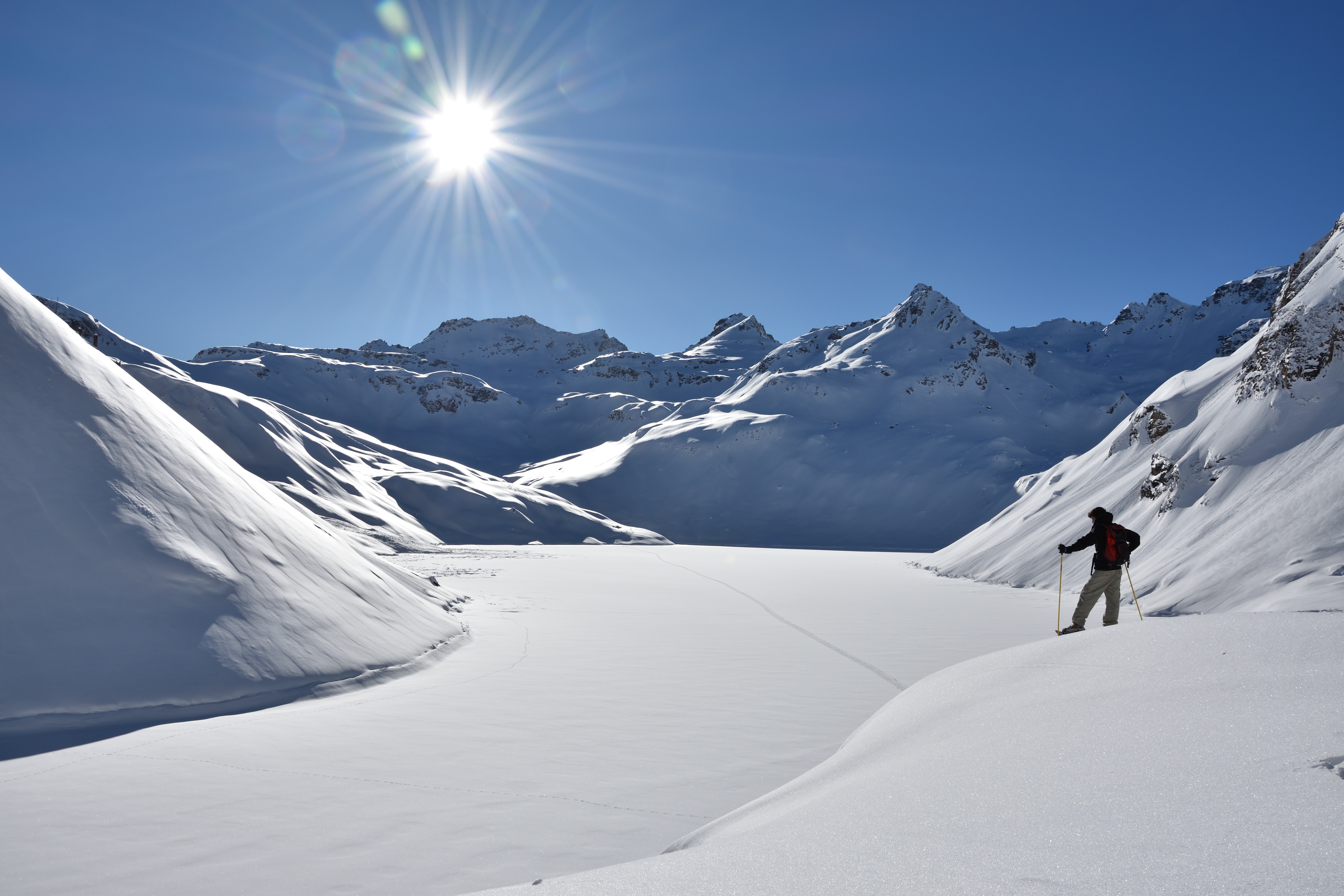
Il lago Vannino in inverno

L'alpe nasce in Val Formazza, vicino al confine con la Svizzera. L'alpe è situata alla base di un lago artificiale, il Lago Vannino.
In cima all'alpe si trova il Rifugio Margaroli che si trova a quota 2194 metri. Il rifugio è noto per la produzione artigianale del Bettelmatt, formaggio piemontese prodotto esclusivamente in alpeggio.
Il passo solitamente è aperto da marzo fino a ottobre-novembre (dipende dal clima anno per anno) mentre in inverno viene poi chiuso.